# 感壓反射
压力感受器反射又称感壓反射是體內一種生命徵象恆定機制，藉由神經傳遞物質調控自主神經而改變血管平滑肌的收縮與放鬆和心臟功能，以確保體內的血壓長時間維持在穩定的區間，不產生過大的波動。